# Madrugada Eterna (Club Mix)
«Madrugada Eterna» (с исп. — «Вечный рассвет») — единственный сингл с культового альбома «Chill Out» и шестой в дискографии самого успешного проекта Билла Драммонда и Джимми Коти The KLF.

## О сингле
«Madrugada Eterna» впервые официально появилась в августе 1989 года в виде B-side версии в сингле «Kylie Said To Jason», через полгода 5 февраля 1990 года «Madrugada Eterna» стала частью концептуального альбома «Chill Out».
Однако до выхода первой официальной версии существовала версия, созданная специально для фильма «Белая комната». В мелодии звучит довольно мощная басовая линия басового синтезатора «Roland TB-303», из-за чего эту версию называют «303 Edit».
В марте 1990 года «KLF» выпустили ограниченный тираж, 20 промодисков с немного более спокойным, но все же танцевальным миксом «Madrugada Eterna (Club Mix)». Сингл оказался не востребован публикой и «KLF» отказались выпускать его большим тиражом.
Несмотря на то, что официальный релиз «Madrugada Eterna (Club Mix)» получил каталожный номер ETERNA 1, летом того же года Майком Даттоном был выпущен бутлег под номером ETERNITY 23 в количестве 500 штук.

## Списки композиций

### Test Pressing
| №  | Название                           | Длительность |
| -- | ---------------------------------- | ------------ |
| 1. | «Madrugada Eterna (Club Mix Edit)» | 2:49         |
| 2. | «Madrugada Eterna (Ambient House)» | 7:52         |
| 3. | «Madrugada Eterna (Club Mix)»      | 5:18         |

### Bootleg Pressing
| №  | Название                           | Длительность |
| -- | ---------------------------------- | ------------ |
| 1. | «Madrugada Eterna (Club Mix Edit)» | 5:18         |